# Fonz (personaje)
Arthur Herbert Fonzarelli (conocido como El Fonz o Fonzie) es un personaje ficticio interpretado por Henry Winkler en la comedia de situación estadounidense Happy Days desde 1974 a 1984.
Originalmente era un personaje secundario, pero pronto se posicionó como personaje principal cuando comenzó a superar a los demás personajes en popularidad. El personaje de Fonzie era tan popular que en la segunda temporada los productores consideraron cambiar el nombre del programa a "Fonzie's Happy Days"Se transformó en el protagonista de la serie después de que Ron Howard dejara el programa en 1980.
Fonzie fue visto por muchos como el epítome de la frialdad y un símbolo sexual. Su estilo y actitud fue fuente de inspiración para el ambiente de aquellos tiempos: cabello hacia atrás, chaqueta de cuero, seriedad, y un casanova total.

## Rasgos y desarrollo del personaje
Fonzie es un mecánico de ascendencia italiana vestido con una chaqueta de cuero, más tarde sería propietario del Restaurante Arnold's en Milwaukee (Wisconsin) en los años 1950. Es conocido por sus onomatopeyas: Whoa y Heeey! mientras alza los pulgares hacia arriba. También es conocido por hacer funcionar la jukebox dándole un ligero golpe con el puño (bien para encenderla o que suene su canción favorita).
Abandonó los estudios en el instituto y fue visto como un personaje rebelde en la serie. En su infancia, su padre le abandonó junto a su madre. El único consejo que Fonz recuerda haber recibido de su padre fue "No te pongas calcetines lloviendo". Cuando desapareció, su padre le dejó una caja fuerte para su hijo pero no había ninguna llave para abrirla; Fonzie hizo todo para forzar la caja, al final tras pasarla por encima con el triciclo consigue abrirla descubriendo en su interior la llave que abría la caja fuerte.
En el episodio de la sexta temporada Christmas Time, su padre, un marinero, se presentó en Navidad para reparar el daño que le hizo. Fonzie está resentido pero al final del episodio lee la carta de su padre explicándole el "porqué" le abandonó, y la abre. En otro episodio, Fonz conoce a una mujer quien cree pueda ser su madre. Ella le convence de que no es pero al final aparece ella en una foto donde salía también el Fonz de niño. 
Algunos hechos ocasionales sobre el pasado del Fonz durante la serie, Fonzie terminó el instituto y se hizo con el diploma en la escuela nocturna, se volvió instructor de mecánica de automóviles y después fue profesor de escuela. En temporadas posteriores dejó de ser un mujeriego y empezó a tener una relación a largo término con una novia. Aunque nunca se casó, adoptó a un niño huérfano llamado Danny al final de la temporada, completando la transformación de chico rebelde a un hombre familiar.
A pesar de su aspecto y estado físico, varios programas muestran que El Fonz cuenta con una amplia formación de artes marciales (a pesar de ser el típico estereotipo de Hollywood). En un episodio compara su habilidad en los golpes al nervio frente a la de una mujer, usando a Ralph como un saco de entrenamiento.

### Pasado problemático
Previamente estuvo con dos bandas, los Demonios y los Falcons, su redención comienza meses antes de la serie. El Fonz intervino en una pelea callejera entre los miembros de las dos bandas la cual una de ellas estaba controlada por Richie Cunningham. Gracias a su intervención, Richie sintió respeto por Fonzie y a pesar de sus diferencias, los dos desarrollaron una fuerte amistad. Mientras Richie aprendía de Fonzie, Fonzie aprendía de la unión de la familia Cunningham quienes le suelen alquilar el ático.
Incluso Howard, el padre de Ritchie (Sr C. para Fonzie), un pilar de la comunidad, trata a Fonzie con afectuosidad. A pesar de su actitud huraña, el Fonz ha recibido tratos muy caprichosos de él. Siente una gran devoción por el El llanero solitario a quien conoce en un episodio posterior. Aunque es confidente con las mujeres, se ruboriza ante la Sra. Cunningham (Sra C. para Fonzie), quien suele tratar a Fonzie como su propio hijo, le besa en la mejilla. Fonzie permite a Sra C. llamarle por su verdadero nombre, aunque lo hace con afectuosidad. Joanie, la hermana de Richie también siente mucho cariño por él; Fonzie la llama "Tartaleta" en (España) o "Pastelito" en (Hispanoamérica).
A pesar del duro pasado, cuenta con el respeto de todo Milwaukee por su conocimiento de cómo luchar. En posteriores episodios ha tenido algún duelo con un esgrimista profesional, un gánster con una prótesis de mano de acero. Otras de sus conocimientos incluyen las relaciones con mujeres y la mecánica. Su historia también lleva a algún momento romántico con cualquier mujer de Milwaukee a través de su tranquilidad imperturbable.
Los oponentes más grandes que él dejan las confrontaciones de lado; aquellos que se enfrentan con Fonzie nunca salen bien parados.

## Participación cívica
Fonzie ha estado envuelto en proyectos comunitarios. Apoyando la campaña presidencial del candidato republicano de 1956, Dwight Eisenhower. En un mitin, Fonzie declaró: "Me gusta Ike. A mi moto le gusta Ike." Eisenhower ganó en Wisconsin con un 62% de los votos derrotando con facilidad a su opositor Adlai Stevenson (apoyado por Richie Cunningham). En aquella elección, Eisenhower consiguió 457 votos del electorado por 73 de Stevenson.
El Fonz participó en otros asuntos. El actor Henry Winkler (Fonz) trabajó fuera de las cámaras, en varios episodios se dedicó a la lucha por los derechos civiles de aquellas personas con discapacidades. Consternado porque estudiantes con epilepsia no se les permitiera estudiar en los colegios públicos o practicar algún deporte, intervino para resolver aquella necesidad. Se incrementaron los apoyos en un episodio donde Fonzie contrató a Don King para trabajar en su garaje, prometiéndole un alojamiento cómodo en el lugar de trabajo para su empleado.
Y preocupado sobre los demás derechos igualitarios, Fonz buscó en Milwaukee la integración racial. Personalmente tuvo amistades con afroamericanos, se disgustó cuando en una fiesta en la cual Richie dio la bienvenida a Hawái dentro de la Unión fue boicoteada. La gente se siente entusiasmada por conseguir integrarse racialmente. Al principio intentar que los demás asistan, Fonzie aprendió del Sr. Cunningham que las personas no pueden cambiar sus mentalidades de la noche a la mañana. Se ofreció voluntario para ir al sur con Al y los Freedom Riders para ayudar a la integración en algunas cafeterías con segregaciones. Normalmente suele coquetear con mujeres, aun así Fonzie se disgusta cuando una camarera no atiende a los clientes de raza negra. En una ocasión le dijo a ella que jamás saldría con ella por su comportamiento.

## Detalles de producción
- Los censores de ABC rechazaron la idea de que Fonzie vistiera una chaqueta de cuero, pensando que le hacía parecer un matón o gamberro. Garry Marshall les convenció de que permitieran a Fonzie que use su chaqueta abrochada cuando vaya con su motocicleta (modelo Triumph Thunderbird) desde que esa ropa fuera considerada un medio de seguridad para ir en moto. Marshall se la dejaba cerca de la moto tan pronto como fuera posible, incluso cuando conducía dentro del Arnold's. Incluso así, en algunos episodios de la primera temporada vestía una chaqueta blanca. Al final se le permitió al Fonz vestir la chaqueta habitual incluso aunque no llevara la moto. Una de las chaquetas está en el Instituto Smithsoniano.
- Henry Winkler busca la manera de "ser el Fonz" en la vida real. "La gente espera de mí el mismo tipo que puede caminar en un cuarto oscuro, chasquear mis dedos y encenderse las luces o que golpee el chasis del coche con un puño y se ponga en marcha el motor. No puedo hacerlo, ¡lo he intentado!, creo que la pregunta más tonta que me he hecho fue cuando me pregunte por la tranquilidad de los animales del zoo". Siempre insistió en las entrevistas que Fonzie fue un papel que él interpretó y que él tan solo es un actor. De acuerdo con Winkler, "El Fonz fue todos aquellos que yo no fui. Él lo fue todo y yo quise serlo"
- En Happy Days, Fonzie conoce a Mork, un alienígena interpretado por Robin Williams, el cual tuvo su popularidad con el spin-off Mork & Mindy.
- El Fonz, Richie Cunningham y Ralph Malph protagonizaron un spin off animado de Happy Days llamado The Fonz and the Happy Days Gang, donde también aparece un perro antropomorfo llamado Mr. Cool, el cual imita el gesto de Fonzie levantando los pulgares y diciendo la coletilla del "Heeey".
- Fonzie es uno de los dos personajes junto a Howard Cunningham que ha aparecido en todos los episodios.